# Donja Petrička
Donja Petrička falu Horvátországban Belovár-Bilogora megyében. Közigazgatásilag Ivanskához tartozik.

## Fekvése
Belovártól légvonalban 19, közúton 23 km-re délre, községközpontjától 7 km-re délre, a Monoszlói-hegység keleti lejtőin, Babinac és Samarica között, a Sredska-patak bal partján fekszik.

## Története
Petrička helyén már a középkorban jelentős település volt, melynek plébániáját 1334-ben „ecclesia beati Petri apostoli de Dubnicha” alakban említik. A középkori templom a mai Gornja Petrička központjában a mai Szent Péter Pál plébániatemplom helyén állt. Rajta kívül még két kápolnát is említenek, melyek Szent Eranciscus és Szent Katalin tiszteletére voltak szentelve. A középkori falut a török pusztította el a 16. század közepén. Ezt követően a térség mintegy száz évig lakatlan maradt.
A mai falu a török kiűzése után a 17. század közepén keletkezett, amikor katolikus horvát lakossággal telepítették be. Nevét templomának védőszentjéről kapta. 1774-ben az első katonai felmérés térképén „Dorf Petrichka” néven szerepel. A Horvát határőrvidék részeként a Kőrösi ezredhez tartozott. Lipszky János 1808-ban Budán kiadott repertóriumában „Petrichka” a neve.  
Nagy Lajos 1829-ben kiadott művében „Petrichka” néven 84 házzal, 481 katolikus lakossal találjuk. A település 1809 és 1813 között francia uralom alatt állt.
A katonai közigazgatás megszüntetése után Magyar Királyságon belül Horvátország része, Belovár-Kőrös vármegye Belovári járásának része lett. A településnek 1890-ben 333, 1910-ben 428 lakosa volt. Lakói mezőgazdaságból, állattartásból éltek. 1918-ban az új szerb-horvát-szlovén állam, majd később Jugoszlávia része lett. 1941 és 1945 között a németbarát Független Horvát Államhoz, majd a háború után a szocialista Jugoszláviához tartozott. A háború után a fiatalok elvándorlása miatt lakossága folyamatosan csökkent. 1991-től a független Horvátország része. 1991-ben csaknem teljes lakossága horvát nemzetiségű volt. A délszláv háború idején mindvégig horvát kézen maradt. 1993 óta az önálló Ivanska község része, azelőtt Csázma községhez tartozott. 2011-ben a településnek 156 lakosa volt.

## Lakossága
| Lakosság változása | Lakosság változása | Lakosság változása | Lakosság változása | Lakosság változása | Lakosság változása | Lakosság változása | Lakosság változása | Lakosság változása | Lakosság változása | Lakosság változása | Lakosság változása | Lakosság változása | Lakosság változása | Lakosság változása | Lakosság változása |
| ------------------ | ------------------ | ------------------ | ------------------ | ------------------ | ------------------ | ------------------ | ------------------ | ------------------ | ------------------ | ------------------ | ------------------ | ------------------ | ------------------ | ------------------ | ------------------ |
| 1857               | 1869               | 1880               | 1890               | 1900               | 1910               | 1921               | 1931               | 1948               | 1953               | 1961               | 1971               | 1981               | 1991               | 2001               | 2011               |
| 0                  | 0                  | 0                  | 333                | 426                | 428                | 505                | 499                | 510                | 511                | 461                | 396                | 319                | 248                | 227                | 156                |

(1857 és 1880 között lakosságát Gornja Petričkához számították.)

## Nevezetességei
Illés próféta tiszteletére szentelt római katolikus kápolnája a samaricai plébánia filiája. A kápolnát 1898-ban építették, hosszúsága 4, szélessége 3 méter. Oltára falazott, felette Illés próféta nagyméretű képe látható. A kápolna 50 kg súlyú harangját 1898-ban öntötték.

## Egyesületek
A falu önkéntes tűzoltóegyletét 1951-ben alapították, tűzoltószerházuk a falu központjában áll.

## Sport
Itt található az NK Moslavina labdarúgóklub sportpályája.